# Buaysiacobe
Buaysiacobe (del idioma mayo: Baysi koobek: "Tres veces perdió") es una congregación del municipio de Etchojoa ubicada en el sur del estado mexicano de Sonora en la zona del Valle del Mayo. La congregación es la tercera localidad más habitada del municipio, ya que según los datos del Censo de Población y Vivienda realizado en 2020 por el Instituto Nacional de Estadística y Geografía (INEGI), Buaysiacobe tiene un total de 4727 habitantes. Fue fundado en 1930 por el gobierno mexicano y miembros de la tribu mayo como un ejido, utilizando aproximadamente 6 mil hectáreas destinadas para la agricultura. En 1939, el presidente de México Lázaro Cárdenas visitó el ejido para hacerles mostrar su apoyo a los pobladores por el trabajo de obtener sus propias tierras.

## Geografía
Buaysiacobe se sitúa en las coordenadas geográficas 27°03'49" de latitud norte y 109°41'11" de longitud oeste del meridiano de Greenwich, a una elevación de 19 metros sobre el nivel del mar.